# Szent Thaisz
Bűnbánó Szent Thaisz vagy Thaïsz (4. század) egyiptomi reclusa, apáca.
Életéről egy 5. századi görög szöveg tudósít, amit néhány évtizeden belül lefordítottak szír, ószláv és latin nyelvre. E legenda szerint Thaisz nyilvános bűnös volt, akit egy anachoréta térített meg. Ekkor szétosztotta vagyonát, bezárkózott egy kis cellába, hogy vezekeljen. Három év múlva, miután megbizonyosodott bűnei bocsánatáról, bebocsátást nyert az apácák közösségébe, de 15 nappal később elhunyt.
Történetét a 10. században Paphnutius címmel feldolgozta Gandersheimi Hrotsvitha bencés apáca, a 11. században Maborde rennes-i püspök megverselte, majd a 13. században bekerült a Legenda aurea gyűjteménybe.
A témát széles körű tájékozottsággal, de a Thaiszt megtérítő monachus alakját sátánivá torzítva Thais címmel megírta Anatole France. Regénye szerzetességellenes propaganda.